# Chandon (ruisseau)
Pour les articles homonymes, voir Chandon.
 (janvier 2016).
Si vous disposez d'ouvrages ou d'articles de référence ou si vous connaissez des sites web de qualité traitant du thème abordé ici, merci de compléter l'article en donnant les références utiles à sa vérifiabilité et en les liant à la section « Notes et références ».
Le Chandon est un cours d'eau du canton de Fribourg, prenant sa source à l'entrée sud de Léchelles dans la commune de Belmont-Broye, et se jetant dans le lac de Morat, au sud-ouest de Faoug.
Le ruisseau donne son nom au village du même nom.
Au milieu du village de Chandossel, le ruisseau des Echelles se jette dans le Chandon.